# Double Team
Double Team és una pel·lícula de comèdia d'acció nord-americana de 1997 dirigida per Tsui Hark en el seu debut com a director en la seva etapa estatunidenca. Protagonitzada per Jean-Claude Van Damme, Dennis Rodman i Mickey Rourke.
Van Damme interpreta l'agent antiterrorista Jack Quinn, que té l'encàrrec de portar davant la justícia un terrorista evadit conegut com Stavros. Les coses es tornen personals quan Stavros segresta la dona embarassada de Quinn. L'ajudant de Quinn en el seu rescat és l'extravagant traficant d'armes Yaz (Dennis Rodman).
Aquesta pel·lícula rebé crítiques negatives i va ser un nyap en taquilla. També va ser nominada i va "guanyar" tres premis Golden Raspberry: pitjor actor secundari (Rodman), pitjor nova estrella (també Rodman) i pitjor parella de pantalla (Rodman i Van Damme).

## Argument
Després de recuperar un camió carregat de plutoni robat d'una base militar nord-americana a Croàcia pel terrorista internacional independent Stavros, l'agent antiterrorista Jack Paul Quinn es retira al sud de França amb Kathryn, la seva dona embarassada. Un representant del govern li diu a Quinn que Stavros, el rival de Quinn, torna a estar en actiu i convenç a Quinn de sortir de la jubilació.
Quinn viatja a Anvers, Bèlgica, on el peculiar traficant d'armes Yaz el forneix i assisteix. Quinn i el seu equip segueixen a Stavros fins a un parc d'atraccions, però Quinn dubta a disparar a Stavros quan veu que Stavros es troba amb el seu fill de sis anys. Stavros aprofita la vacil·lació de Quinn i es produeix un tiroteig. El fill d'Stavros és assassinat. Stavros fuig a un hospital, perseguit per Quinn. Stavros i Quinn es barallen a la sala de maternitat, i Quinn queda inconscient per una explosió.
A causa de la seva vacil·lació, Quinn és declarat mort en acció i col·locat a 'The Colony', una illa penal invisible per a agents secrets. S'espera que els ocupants de la Colònia analitzin les amenaces terroristes i es registren cada dia mitjançant un escàner d'empremtes dactilars. Mentre analitza la informació d'un atemptat terrorista, Quinn recull un missatge d'Stavros on diu que té segrestada Kathryn. Quinn es talla la pell de la punta del dit i la posa en un dispositiu automatitzat per enganyar l'escàner d'empremtes dactilars, després escapa del camp d'energia que envolta l'illa enganxant-se a la càrrega que s'ha d'extreure de l'aire. Un altre agent de la Colònia, Goldsmythe, és encomanat com a "guardià" de Quinn, responsable de localitzar-lo.
Quinn demana l'ajuda de Yaz prometent-li accés als comptes bancaris de la CIA. Els dos van a la casa de Quinn, on són emboscats pels homes d'Stavros. Després de lluitar contra els homes, Quinn rep un missatge d'Stavros que li diu que ha d'anar a Roma pel bé del seu nadó. Quan arriben a Roma, en Quinn admet a Yaz que els comptes bancaris estan buits i que no té res a oferir pels serveis de Yaz, sinó una promesa de pagar-li. No obstant això, Yaz ofereix la seva ajuda després que s'assabenta que la dona de Quinn està embarassada a partir d'una ecografia lliurada durant el comiat. Quinn envia un correu electrònic a Stavros animant-lo a trobar-se a la plaça de la ciutat.
Al punt de trobada, la Quinn veu la Kathryn en un cotxe, però Stavros l'intercepta i es produeix un tiroteig quan la Kathryn és evacuada pels raptors. Quinn segueix el franctirador de Stavros fins a la suite de l'hotel on la Kathryn estava detinguda i troba una pista sobre el seu parador: una etiqueta de medicament en ampolla. Amb l'ajuda d'una ordre de monjos que Yaz ha equipat amb ordinadors i accés a Internet, Quinn arriba a l'hospital. Troba que Kathryn ha donat a llum i Stavros s'ha portat el seu fill. Quinn localitza Stavros i el nadó en un amfiteatre romà. Stavros deixa en Quinn enmig d'un camp de mines amb el seu fill i un tigre.

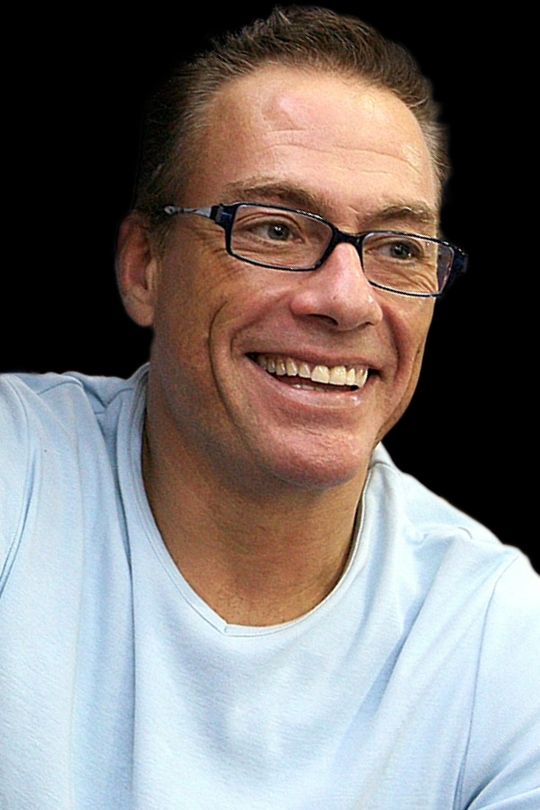
Jean-Claude Van Damme (juny 2007)

Yaz arriba amb una moto i agafa el nadó, deixant en Quinn escapar del tigre i anar darrere de Stavros. Mentre en Quinn i Stavros lluiten al camp de mines, en Yaz mou les marques de localització de mines, cosa que porta a Stavros a trepitjar una mina, incapaç de moure's per no activar-la. Goldsmythe, que ha rastrejat Quinn, troba el nadó; Quinn, el seu fill, Goldsmythe i Yaz corren mentre Stavros és empès pel tigre i treu el peu de la mina. Es refugien de l'explosió darrere d'una màquina expenedora. Goldsmythe li demana a Quinn els cabells i la camisa com a prova que l'ha localitzat amb èxit; Yaz llança una bomba de fum, permetent a Quinn escapar.